# 黃彥男
黃彥男（1960年8月11日—），台灣資訊安全學者、政治人物，現任數位發展部部長。現任中央研究院資訊創新科技研究中心特聘研究員兼主任、中研院資安專題中心執行長，其專長為資料經濟、資訊安全、開放資料、系統可靠度。

## 生平
1982年黃彥男畢業於台大電機系，隨後赴美國馬里蘭大學攻讀碩、博士，並曾進入美國AT&T就職。

## 外部連結
- 官方网站